# Parlament von Jamaika
Das Parlament von Jamaika (englisch Parliament of Jamaica) hat seinen Sitz in der Hauptstadt Kingston im George William Gordon House an der Duke Street.
Das Parlament ist ein Zweikammersystem, bestehend aus Senat und Repräsentantenhaus. 

## Zusammensetzung

### Der Senat
Der Senat ist das Oberhaus im Zweikammersystem und besteht aus 21 Senatoren.

### Das Repräsentantenhaus
Das Repräsentantenhaus ist das Unterhaus im Zweikammersystem und wird vom Volk durch einfaches Mehrheitswahlrecht gewählt. Es besteht aus 63 Abgeordneten die für jeweils fünf Jahre gewählt werden. Die letzte Wahl war am 3. September 2020.